# Ottobah Cugoano
Ottobah Cugoano (Ajumako, 1757 circa – dopo il 1791) è stato un attivista ghanese, abolizionista che fu attivo in Inghilterra nella seconda metà del XVIII secolo.

## Biografia
Catturato e venduto come schiavo all'età di 13 anni nell'attuale Ghana, fu poi portato a Grenada. Nel 1772 fu acquistato da un mercante inglese che lo condusse in Inghilterra dove fu liberato. Più tardi ebbe modo di conoscere personalità politiche e culturali britanniche e si unì ai Sons of Africa, un gruppo di abolizionisti africani.